# Prudent Joye
Prudent Joye   (Roubaix, 15 de desembre de 1913 - Orleans, 1 de novembre de 1980) fou un atleta francès, especialista en les curses de tanques, que va competir durant les dècades de 1930 i de 1940.
El 1936 va prendre part en els Jocs Olímpics d'Estiu de Berlín, on disputà dues proves del programa d'atletisme. En ambdues quedà eliminat en sèries. El 1938 guanyà una medalla d'or en la cursa dels 400 metres tanques al Campionat d'Europa d'atletisme.
Va guanyar set títols nacionals, sis en els 400 metres tanques (1936, 1937, 1938, 1939, 1941 i 1943) i un en els 400 metres llisos (1941). També superà dues vegades el rècord nacional dels 400 metres tanques i una el del 4x400 metres.
Amb l'ocupació de França per part del règim nazi fou detingut, però aconseguí escapar-se i unir-se a la resistència francesa.

## Millors marques
- 400 metres. 48.8" (1938)
- 400 metres tanques. 53.0 (1938)[5]